# 美雪&一堂シリーズ
『美雪&一堂シリーズ』（よしゆき&いちどうシリーズ）は、仲村佳樹による少女漫画作品。白泉社の『花とゆめ』1993年9号掲載のデビュー作「夢で会うより素敵」が続編や連作を経て連載化した、ラブコメディ。

## 概要
デビュー作「夢で会うより素敵」に続いて、続編「TO GIRLS」が前後編で掲載された。その後も読み切りや短期連載「聖恋」を経て、1994年8号より「MVPは譲れない!」の連載が開始された（白泉社漫画文庫では、このタイトルで統一されている）。
連載の最終回は1996年8号だが、大学進学後の後日談が3話描かれているほか、単行本、文庫ともに未収録の番外編がある。

### 掲載履歴
- 夢で会うより素敵（花とゆめ1993年9号）
- TO GIRLS そして一歩ずつ（花とゆめ1993年19号）
- TO GIRLS 素直になれよ（花とゆめ1993年20号）
- すべて君のために（花とゆめ1993年23号）
- 聖恋（花とゆめ1994年3～5号）
- 一秒のロマンス（花とゆめ1994年13号）
- MVPは譲れない！（花とゆめ1994年8号～1996年8号）
- MVPは譲れない！特別編 バスケット・キングは譲れない！（花とゆめプラネット1994年11月15日号）
- MVPは譲れない！スペシャル（花とゆめプラネット1995年8月15日号）
- 青春少女とスポーツタオル（花とゆめ1995年20号）*企画ページ
- MVPは譲れない！選抜チーム編（花とゆめ1996年11・12号）
- MVPは譲れない！東京編（花とゆめプラネット1996年8月15日号）

## あらすじ
私立成渡第一高等学校（成渡一高：なるといちこう）に入学した新島美雪は、女子の身でありながら男子バスケ部を入部希望に訪れる。実は彼女は女子バスケ中等部MVPであり、以前目の当たりにした部のエース、一堂和彦のプレイに衝撃を受け、夢に見続けた挙げ句、さほどバスケの強くないこの高校を志望したのだった。
結局マネージャーとして入部するが、「絶妙なテクニック」に心酔しきって顔を全く覚えていなかったため、当の和彦とケンカ漫才を繰り広げ続けることになる。しかし、意識下で次第に惹かれていた事を、同級生に頼まれた手紙の仲介をきっかけに認識し、何とか気持ちを伝えることができた。
以後、素直になれない（主に和彦）、勘違い多発（主に美雪）、とんでもなく鈍い（両人とも）の三重苦と恋敵のちょっかいに悩みつつも、バスケットを絆にしながら本当の絆を育てて行く過程が描かれる事になる。

## 登場人物
新島美雪（にいじま よしゆき）
男子バスケ部のマネージャー。かに座、身長165cm。和彦を慕って成渡一高を志願した。和彦と同等のテクニックを持ち、公式戦以外では男子部員に交ざってプレイすることもしばしば。中学の頃は競争心が先に立っていたが、和彦のプレイに惹かれて見習い続けるうちバスケットを楽しく感じられるようになる。
和彦ほかのチームメイトから「お元気少女」と女扱いされており、本人もボールを離せば乙女である。とはいえ嫉妬した和彦の取り巻きに送り付けられたゴキブリをペットとして連れ歩く(?)ぶっ飛んだ面も持ち合わせている。
一堂和彦（いちどう かずひこ）
男子バスケ部のエース。やぎ座、身長187cm。美雪の2学年上。八応（はちおう）中学の時から美雪が魅せられるほどの技量を持っていたが、麻梨との一件で必死にやるバスケに疑問を感じ、名門桜間高ではなく成渡一高に進学する。ちゃらんぽらんな試合態度が多いが、それが彼の流儀であり、またそれを美雪に咎め立てられて責め立てられるのが実は楽しい事をチームメイト全員に見抜かれていたりもする。
恵藤美雪（えとう みゆき）
和彦への手紙を美雪に頼んだ隣のクラスの娘。うお座、帰宅部。自分を差し置いて和彦と仲良くなった美雪に憤慨するが、ふたりの息の合ったプレイを目の当たりにしたことがきっかけで、美雪と仲良くなりたいと思うようになる。以降、全作を通じた美雪の親友として、あまりにも鈍いふたりの世話を焼き続ける羽目となるが、当人はそれも楽しんでいる模様。
小南英生（こみなみ ひでき）
男子バスケの名門桜間（さくらま）高校のエースで「スーパーセンター」。いて座、身長196cm。趣味は寝袋コレクション。和彦と同じ八応中でレギュラーだった。自他共に認めるプレイボーイだが、美雪に本気になってしまったのが運の尽き。
西浦圭介（にしうら けいすけ）
和彦のチームメイト。おうし座。美雪の次に和彦を理解しているが、技量は和彦に及ばない。そのため技量で並ぶ英生にある種の敵愾心を感じている面も見られる。みゆきと仲がよい。
近藤麻梨（こんどう まり）
和彦と英生が中2の時、同じクラスでバスケ部のマネージャーだった同級生。悪性のガンで手術を受ける恐怖に打ち勝つため、和彦に告白する。退院後成渡一高を訪れ、美雪にライバル宣言して目一杯動揺させるが、これは冗談だった。
流石見栄奈（さすが みえな）
英生の後輩で美雪と同学年。資産家の娘で桜間高理事長の姪であり、一度声を掛けられただけの英生に激しく求婚し迫る、全身にバラの花をまとった「背景・効果」と称するボディーガード（?）が常に付き添っているなど、作者得意の「あり得ないキャラ」第一号といえる。中1の時、試合中に美雪のボールを顔面に受け、鼻血と共に卒倒したことがトラウマとなってバスケから遠ざかっていたが、和彦に一目惚れした勢いで美雪にバスケでの勝負を挑み挑まれ、才能を一気に開眼させる。
新島 伊吹（にいじま いぶき）
美雪の父で、スポーツ用品メーカーの開発部に勤めている。38歳。性格は頑固だが、駆け落ちした妻の父に認めさせるため、平社員で入社し部長に昇進した実力の持ち主。美雪に、交際を認める条件を出す。
新島 純香（にいじま すみか）
美雪の母。
新島 美文（にいじま よしふみ）
美雪の兄で大学バスケのエース。20歳。
生羽目 巌男（なばため いわお）
美雪の祖父でスポーツ用品メーカーの社長。
崎憂 磨己（きゆう まこ）
美雪の幼馴染みで、背が低いが強気の性格。幼い頃は女の子に間違われる事が多く、今でも美雪は磨己ちゃんと呼んでいる。美雪のことが好きで、和彦を敵視する。
崎憂 生勝（きゆう なりまさ）
磨己の父で大学バスケの監督兼コーチ。和彦をスカウトしたいが、それがひとり息子との軋轢をまねくことに。
一堂 章吾（いちどう しょうご）
和彦の父で作家。38歳。家事の達人で、愛について語り出すと止まらない。
一堂 愛（いちどう まな）
和彦の母。
一堂 涼子（いちどう りょうこ）
和彦の叔母で、章吾の担当編集。30歳。

## その他
作者が単行本の柱でコメントしているが、『DEAR BOYS』とのキャラ名の一致は偶然である。

## 既刊情報
新書判は絶版している。
- 美雪&一堂シリーズ
  1. 夢で会うより素敵 1994年3月25日 ISBN 4-592-12665-3 同時収録 愛だけがエネルギー、誤解だってば!!
  2. 聖恋(セイントラブ) 1994年9月25日 ISBN 4-592-12678-5 同時収録 くしびの扉
  3. MVPは譲れない!

  -     1. 1995年1月25日 ISBN 4-592-12081-7 同時収録 LOVE IS ALL、両手にツキ
    2. 1995年4月25日 ISBN 4-592-12082-5
    3. 1995年7月25日 ISBN 4-592-12083-3
    4. 1995年10月25日 ISBN 4-592-12084-1
    5. 1996年1月25日 ISBN 4-592-12085-X
    6. 1996年6月25日 ISBN 4-592-12086-8
    7. 1996年10月25日 ISBN 4-592-12087-6

文庫判は「MVPは譲れない!」に名前が統一され、他の美雪&一堂シリーズは一巻に入れられた
(コミックスに同時収録された別作品は入っていない)
- MVPは譲れない!
  1. 2004年9月20日 ISBN 4-592-88187-7
  2. 2004年11月17日 ISBN 4-592-88188-5
  3. 2005年1月19日 ISBN 978-4-592-88189-6
  4. 2005年3月20日 ISBN 4-592-88190-7

※未収録作品(番外編)あり。